# Changan F70
Kaicheng F70 – samochód osobowy typu pickup klasy średniej produkowany pod chińską marką Kaicheng w latach 2019–2023 oraz pod marką Changan jako Changan F70 od 2023 roku.

## Historia i opis modelu

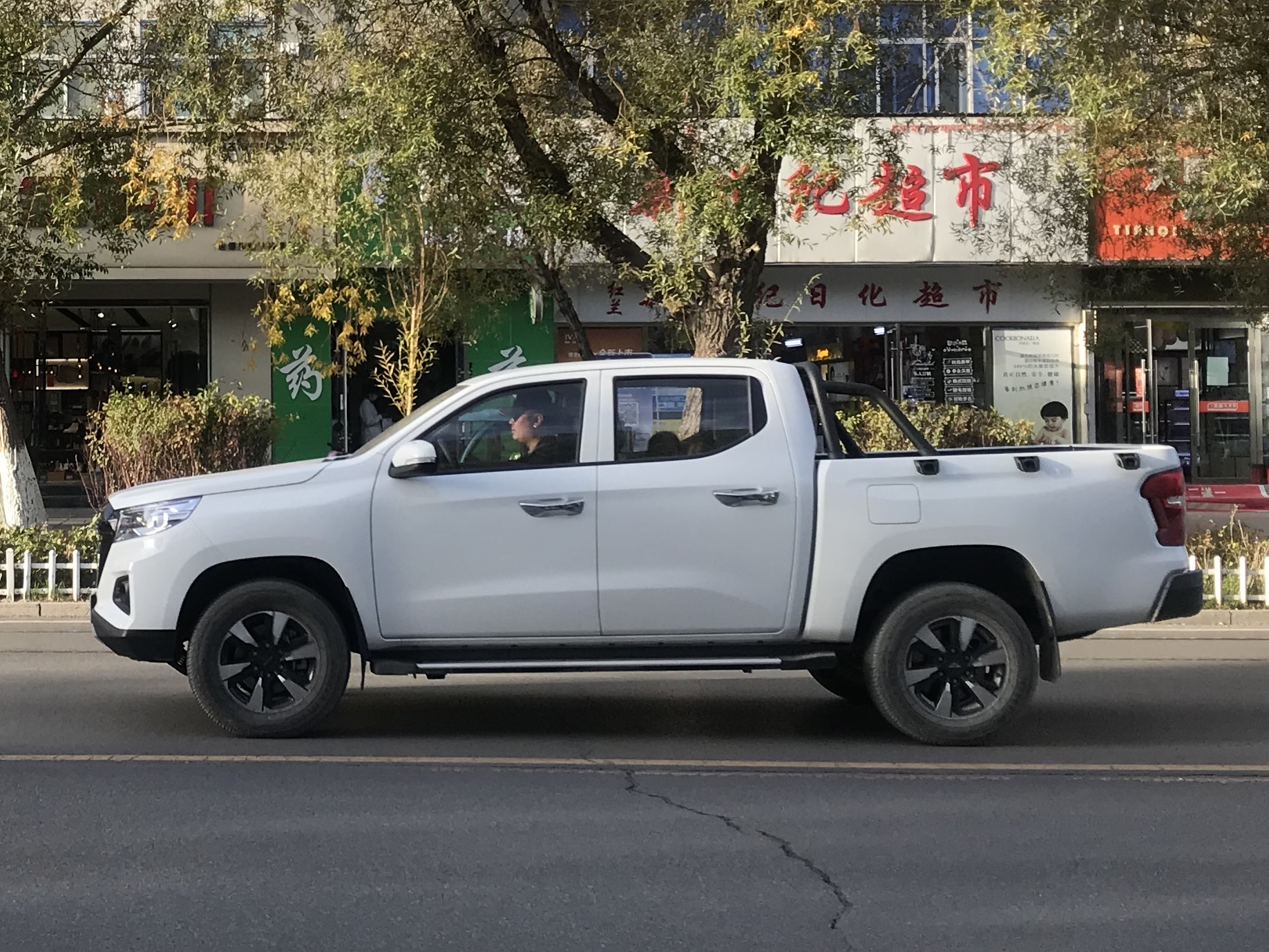
Kaicheng F70 - sylwetka

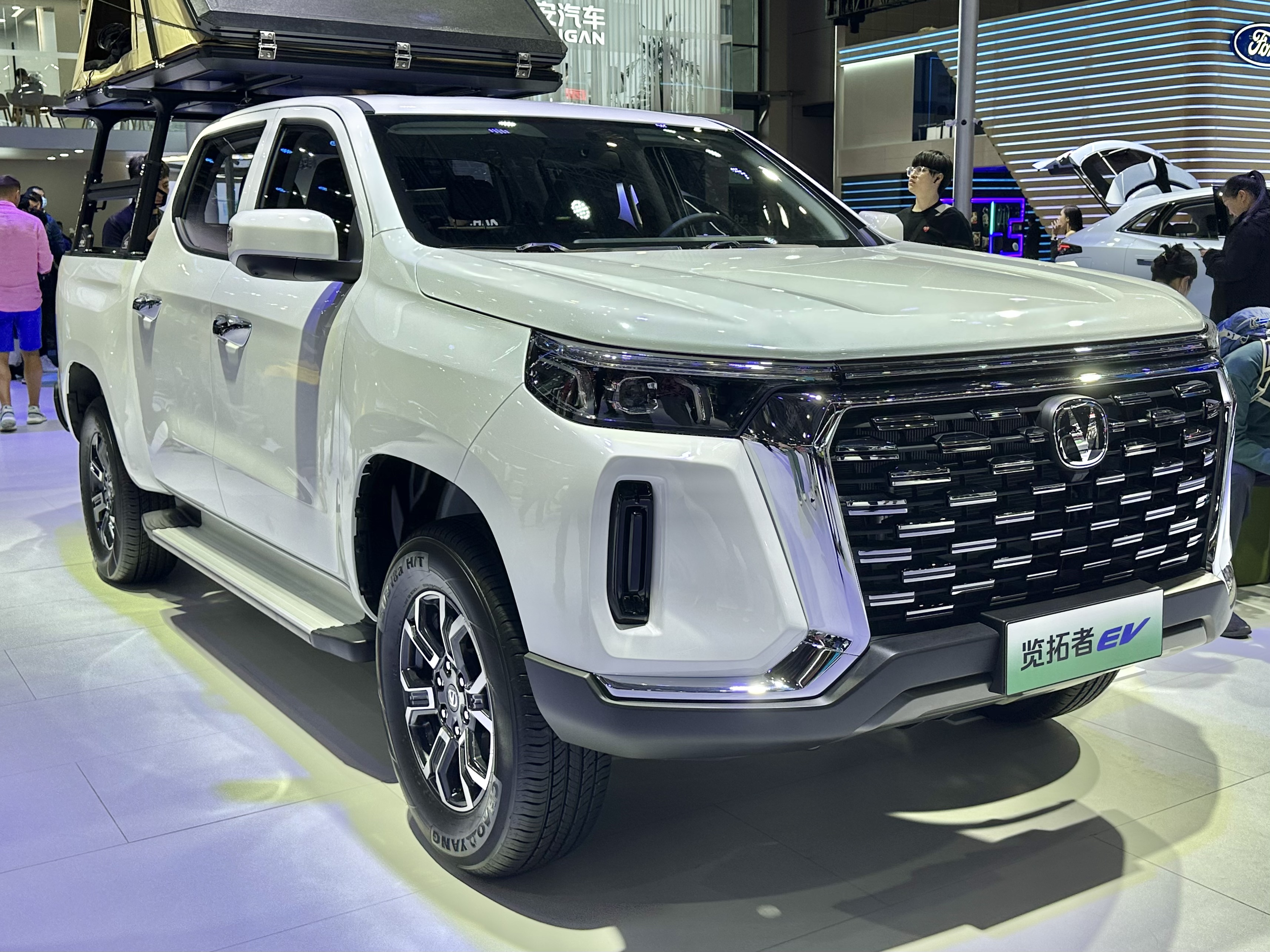
Changan Explorer

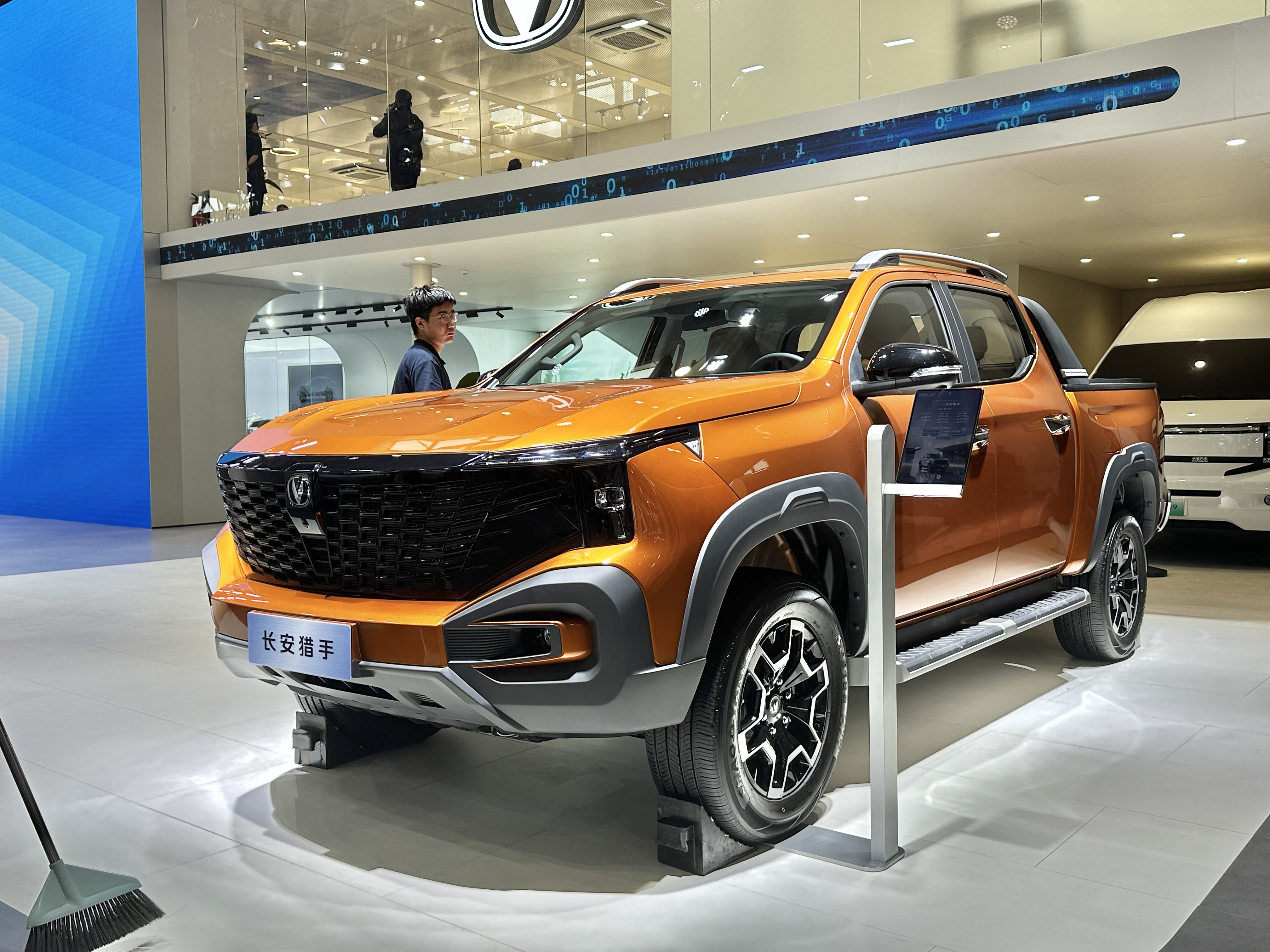
Changan Hunter

W maju 2019 roku chiński koncern Changan przedstawił wynik swojej współpracy z ówczesnym francuskim koncernem Groupe PSA w postaci średniej wielkości pickupa F70, debiutując rok przed bliźniaczym Peugeotem Landtrek. Samochód w specyfikacji na rynek wewnętrzny zasilił gamę marki samochodów użytkowych Kaicheng. Samochód otrzymał masywne proporcje, z muskularnie zarysowanymi nadkolami, obłymi lampami tylnymi, poprowadzoną ku górze linią okien oraz agresywnie zarysowanymi reflektorami. Pas przedni z chromowaną obwódką zdominował duży napis z nazwą producenta zamiast logotypu, co potwórzono z klapą przedziału transportowego.
Kabina pasażerska została utrzymana w estetyce tożsamej z ówczesnym wzornictwem współtwórcy projektu, Peugeota, wyróżniając się m.in. dwuramienną kierownicą z rozbudowanym pakietem przycisków, konsolą centralną w formie odwróconego trapezu i charakterystycznym panelem przycisków w formie przełączników. Na szczycie kokpitu znalazł się dotykowy, 12-calowy ekran dotykowy, a zegary utworzył zintegrowany wyświetlacz z analagowymi dodatkowymi wskaźnikami.
Do napędu F70 wykorzystano czterocylindrowe, 2,4 oraz 2,5 litrowe silniki benzynowe oraz wysokoprężne dostarczane przez Isuzu oraz Mitsubishi. Przewidziano także rozbudowany zakres konfiguracji, uwzględniając manualną lub automatyczną przekładnię, dwu- lub jednorzędową kabinę pasażerską oraz napęd na tylną lub obie osie.

### Explorer
W listopadzie 2022 Changan przedstawił bardziej luksusową i wyżej pozycjonowaną wariację na temat F70 pod nazwą Changan Explorer. Samochód otrzymał inną stylistykę pasa przedniego z obszernym wlotem powietrza, wysoko osadzonymi reflektorami, a także luksusowo zaaranżowaną kabiną pasażerską w stylu osobowych modeli. Poza skórzanymi akcentami, zdecydowano się na mniejszą ilość przycisków oraz zintegrowany panel cyfrowych zegarów oraz centralnego ekranu dotykowego. Do napędu trafiły mocniejszy 2-litrowy silnik o mocy 233 KM, a także nowa 8-biegowa automatyczna skrzynia biegów.

### Hunter
Niezależnie od zastosowania tej nazwy dla podstawowego Changana F70 na rynkach eksportowych, w kwietniu 2024 na wewnętrznym rynku chińskim zadebiutowała lokalna odmiana Changan Hunter odróżniająca się m.in. jeszcze innym projektem pasa przedniego z charakterystycznymi trójramiennymi reflektorami. Do napędu zastosowano także inny, hybrydowy układ z 171-konnym silnikiem elektrycznym oraz 2-litrową turbodoładowaną jednostką spalinową jako tzw. wydłużacz zasięgu. Tym sposobem w cyklu mieszanym określono go na ok. 1030 kilometrów. W kwietniu 2025 samochód wzbogacił także ofertę siostrzanej marki Nevo w wersji hybrydowej pod nazwą Nevo Hunter K50.

### Lifting i zmiana nazwy
Pod koniec 2023 roku Changan zdecydował się na wycofanie K70 z gamy marki Kaicheng i włączyć go do portfolio macierzystej firmy tak jak na rynkach globalnych. W ten sposób, samochód otrzymał nazwę Changan F70, przy okazji przechodząc restylizację skoncentrowaną na kabinie pasażerskiej. Pojawił się tam nowy kokpit zapożyczony z luksusowej wersji Explorer. Ponadto zastosowano ostrzej zarysowane reflektory i większy, czarny przedni wlot powietrza.

### Sprzedaż
Kaicheng F70 w pierwszej kolejności trafiło do sprzedaży na wewnętrznym rynku chińskim w listopadzie 2019 roku. Niespełna półtora roku po prezentacji pickupa koncern Changan przystąpił do globalnej ekspansji, debiutując jako równolegle oferowany z bliźniaczym Peugeotem Landtrekiem produkt pod nazwą Changan Hunter. Najpierw w marcu 2021 uruchomiono sprzedaż Amerykę Łacińską, a następnie Bliski Wschód, Afrykę oraz Azję Wschodnią.

### Silniki
Benzynowe:
- R4 2.4l Turbo 218 KM

Wysokoprężne:
- R4 2.4l Turbo 150 KM
- R4 2.5l Turbo 129 KM